# Derrick Garden
Derrick Garden (Paramaribo, 10 december 1977) is een Surinaams voormalig voetballer die speelde als verdediger.

## Carrière
Garden speelde zijn hele carrière voor SV Leo Victor. Hij begon zijn carrière in 2003 en speelde heel zijn carrière op het hoogste niveau. In 2013/14 won hij met de ploeg de bekerfinale. Hij speelde tussen 2008 en 2010 voor Suriname 22 interlands waarin hij twee doelpunten maakte. Hij was tevens een korte tijd aanvoerder van de nationale ploeg totdat hij stopte in 2010. Hij werd in 2022 aangesteld als bondscoach van de Surinaamse zaalvoetbalploeg onder 23 jaar.

## Erelijst
- Surinaamse voetbalbeker: 2013/14